# Esej
Esej je ena od proznih literarnih zvrsti, v kateri avtor izpostavi svoje (subjektivno) stališče do problema. Stališče lahko argumentira s primeri. Po Štuhcu esejistove sodbe v tekstu niso dokončne, saj slednji verjame v relativnost spoznanj in sklepov. Po Štuhcu in Kosu je za esej značilno nazorno in živo nizanje misli, esejist pa v svoj tekst vključuje asociacije, ki se mu porajajo med pisanjem. Pri povezavi eseja z didaktičnostjo se mnenja razhajajo. Matjaž Kmecl pravi, da je esej didaktična književna vrsta, Štuhec pa trdi ravno nasprotno, da v eseju didaktičnosti ni. Encyclopaedia Britannica dopušča možnost didaktičnega načina obravnavanja teme, ki pa ni nujen.
Glede vprašanja, ali je esej samostojna literarna zvrst, se teoretiki razhajajo. Lukács pravi, da ima esej amorfno obliko in še ni prehodil poti osamosvojitve, kot jo je njegov brat — pesništvo: pot razvoja iz primitivne, neizoblikovane enotnosti znanosti, etike in umetnosti. Nasprotno pa Hass in Hennecke govorita o eseju kot o četrti literarni zvrsti. Kmecl je v svoji knjigi protiven, na enem mestu označi esej kot v osnovi strokovno razpravo. Poniž, Barbaričeva in Štrancar pa pravijo, da je esej na meji med čisto beletristiko in pisanjem, ki uporablja prvine filozofsko-logičnega oziroma znanstvenega mišljenja.

## Etimologija
Beseda esej (francosko essai) pomeni poskus. Beseda izhaja iz latinskega glagola exagiare, ki pomeni tehtati. Izraz je bil prvič pojasnjen v Dictionnaire de l'Academie francaise leta 1664 s pomenom: »vsi literarni in znanstveni poskusi duha«. Kasneje v Encyclopedie ou dictionnaire raisonné des arts, des sciences et des métiers ima pojem že tri različne definicije: »Literarni poskus v montaignevskem obsegu in pomenu.«, »Raznovrstno delo, kjer problem ni izčrpno obdelan.« in »Literarnokritični sestavek ali članek.«

## Značilnosti eseja
Esej je ena od književnih zvrsti, ki jo je zelo težko opredeliti, saj v njem najdemo značilnosti tako literarnih  kot neliterarnih besedilnih vrst. Poniž v svoji knjigi Esej piše, da če je interes avtorja pesništvo, esej prestopa v literarne vrste, tj. v pesem v prozi, črtico, novelo, roman, če pa je interes znanstveni, pa esej prestopa v območje polliterarnih ali neliterarnih vrst, kot na primer v znanstveno razpravo, traktat, literarno kritiko  itd.
Njegova vsebina in forma sta nedoločljivi oz. poljubni. Esejist lahko piše o vsem, seveda pa obstajajo obdobja, ko so bile nekatere teme bolj priljubljene kot druge. Tako so za angleški esej 2. polovice 16. stoletja značilne vrtnarske teme, v esejih iz obdobja romantike zasledimo veliko ironičnih in humorističnih prvin, v 2. polovici 17. stoletja pa sta bila v Angliji priljubljena didaktološki in poetološki esej v verzih. Sploh slednji je postal znova popularen konec 19. stoletja z avtorji, kot so André Gide, Thomas Stearns Eliot in Paul Claudel. Tudi stil in tehnika pisanja nista določeni. Ker je ta vrsta tako neoprijemljiva, norme za določanje kakovosti ni. Obstaja sicer priporočena dolžina esejskega teksta, tj. ena avtorska pola, vendar ni zavezujoča.
Kljub vsej nedoločnosti pa obstajajo določene značilnosti, ki so skupne vsem esejem, sicer o njem sploh ne bi mogli govoriti:
Subjektivnost. Esejist obravnava problem z osebnega vidika. Avtor piše o tem, kar doživlja sam, o svojih osebnih izkušnjah in pogledih na problem.
Avtor je v tekstu nenehno prisoten, izraža svoje mnenje, zato se nam ni potrebno spraševati, kaj je želel povedati, kot je značilno za fikcijsko literaturo. Seveda pa njegov namen ni vedno jasno izražen in je lahko skrit v primerah ali v sogovorniku, če gre za dialog.
Refleksivnost. Pisec skozi esej podaja svoja razmišljanja o temi. Ob tem ne moralizira, njegov namen ni  prepričati bralca ali nanj vplivati.  Nasprotno, bralca želi spodbuditi k razmišljanju, zato je bistvo eseja izražena ideja in ne nek zaključek, s katerim bi avtor utemeljil ali zavrgel svoje teze.
Domišljija. Encyclopaedia Britannica esej uvršča med nefikcijsko literaturo v prozi (nonfictional prose literature). To ne pomeni, da pisec pri pisanju ne uporablja domišljije. Seveda jo, vendar ne tako, da bi z njo v eseju ustvaril izmišljeno zgodbo z izmišljenimi kraji in bitji, temveč si z njo pomaga pri oblikovanju esejske strukture, kako bo vključil okrasne podrobnosti v esej, kako vzpostavil odnos z bralcem skozi humor in duhovitost ter kako vpeljal digresijo.
Kontrastiranje. Bistvo eseja je, da avtor problem osvetli z obeh strani. Esejist naj ne bo enostranski, vedno pa je lahko pristranski, saj podaja svoje mnenje. Esejist na stvari ne gleda enoznačno in naj bi v esej vključil več možnih pogledov na neko stvar, vedno s skepso in relativizacijo. V eseju aksiomov, enoumnih, empirično dobro preverljivih in kavzalno povezanih trditev ni. Esej je izmenjavanje misli in pogledov, esejistova naloga ni, da bi problem obdelal izčrpno in sistematično, kot je značilno za razpravo. 
Po H. Grünu  naj bi oblikovno in slogovno strukturo eseja poudarjala sinteza logičnih stavkov, aforizmov, dialoga, kontrastiranja fabul, pisemskega načina pripovedovanja, esejističen epistemološki kod pa predvideva indukcijo, dedukcijo, analizo in sintezo, predvsem pa večkrat intuicijo.
V esejih velikokrat najdemo ironijo, grotesko, arhaizme, aliteracije, primere, digresijo in intertekstualnost, pa tudi elemente iz drugih zvrsti, npr. citate, pregovore, literarne ali filozofske navedke, anekdote, aforizme. Ti sami po sebi za sam esej niso tipični, tipična pa je njihova vsakokratna povezava z esejem. Esejist pogosto citira druge, vključuje aforizme in se sklicuje na druge eseje ali tekste, hkrati pa se pogosto odmika od osrednje teme zaradi neprestanih asociacij, ki se mu porajajo med pisanjem. Slednje se ne pojavljajo v kronološkem zaporedju. Esej torej nima linearne strukture in temelji na asociacijah in miselnih povezavah, ki so logične predvsem avtorju. Prav zaradi nepredvidljivosti avtor nikoli ne ve vnaprej, kako se bo esej razvijal in najpomembnejše, zaključil, velikokrat pa esej sploh nima nekega zaključka, zato imamo vtis, da je tekst nedokončan. V eseju najdemo tako opis kot razlago in argumentacijo, pa tudi  pripoved, ki se pojavlja v obliki avtorjevih anekdot oz. odmikov od osrednje teme. Esejist anekdote vključi zato, da bi z njimi posredno podal svoje mnenje o izbrani temi in ga prikazal še bolj ilustrativno.
Digresija omogoča odmik in ublažitev stalne avtorjeve osredotočenosti na osrednjo temo in namen eseja. Avtorjevi domisleki dajejo občutek svobode in ni potrebno, da so utemeljeni. Namesto dokazov avtor uporablja podmene, namigovanja, večpomenske jezikovne izraze. Avtor lahko dejstva premeša v nelogično celoto. A vendar, kot pravi Adorno, esej ni nelogičen, ima samo svoja logična pravila, po katerih stavki so koherentni. Ideje eseja vedno izvirajo iz izkušenj pisca, vendar ni potrebno, da jih opiše izčrpno ali sistematično, biti pa morajo argumentirane. Namen esejista je opozoriti na pozabljen oz. prezrt pogled na neko stvar.

## Esej skozi zgodovino
»Esej je tipičen poznorenesančni pojav, povezan s humanističnimi predstavami o svetu in položaju človeka v njem, kar se zrcali v svobodni, skeptični in radovedni naravi avtorjev esejev.« Empirična izkušnja namreč postane pomembnejša od aristotelovske statičnosti v razumevanju sveta.
Besedo esej je za spis s takšnim  obsegom in vsebinsko določenostjo, kot ga ima še danes, prvi uporabil Michel de Montaigne, ki zato velja za začetnika te zvrsti. Njegovi Eseji so prvič izšli leta 1580. Sprva je Montaigne želel napisati serijo eksemplov, ki pa so postopoma prerasli v nesistematične razprave, v katerih je govora o stanju in položaju človeka, vse podkrepljeno z osebnimi izkušnjami. Motive in teme za svoje eseje je jemal iz antične in renesančne literature, sploh iz kompilacijske. Schon v Vorformen des Essays in Anitike und Humanismus govori o vplivu treh zvrsti na montaignovski in postmontaignovski esej. To so filozofski in kulturni dialog, diatriba ter (literarno) pismo.
Leta 1597 je iz francoščine v angleščino izraz prenesel Francis Bacon, ko je izdal knjigo Eseji ali Politični in moralni nasveti. V 17. stoletju ima beseda esej najširši pomen, ko v francoski in angleški literaturi ne pomeni samo oblike literarnega in filozofsko-moralističnega pisanja, temveč tudi politično, medicinsko, botanično ali fizikalno razpravo, pa spise o pravnih, moralnih, naravoslovnih in praktičnih vprašanjih iz vsakdanjega življenja. V tem obdobju se esej pojavlja tudi pod drugačnim imenom: dialog, pisma, disertacija, govor, razprava. Esejisti so motive in teme večinoma jemali, kot Montaigne, iz antične in renesančne kompilacijske literature. Tudi zvrstno sta vplivali antična in renesančna literatura, esejisti so se pri pisanju zgledovali po dialogu, pismu, zgodovinskem poročilu, biografiji, literariziranem potopisu, dnevniku ... V 18. in 19. stoletju beseda esej označuje vse spise v prozi, v katerih prevladuje etična ali spoznavna funkcija in so naravnani na praktične potrebe bralcev. Razsvetljenska literatura je bila nasploh naklonjena tej zvrsti, eseje so pisali kot kritiko verskih in političnih dogem ter za pisanje o razsvetljenskem gibanju. Prav v obdobju razsvetljenstva postanejo za esej aktualne sodobne teme. 
18. stoletje  prinese tudi porast različnih časopisov in razvoj novinarstva, posledično se esej začne pojavljati v časopisih in revijah. Nastane t. i. časopisni esej. V 20. stoletju esej ponovno dobi nazaj pomen in vsebino, ki ju je imel pri Baconu in Montaignu. V njem se morajo pojavljati estetska, etična pa tudi spoznavna funkcija.

## Esej in druge literarne zvrsti
Smiselno je reči, da obstaja razlika med esejem in esejističnim pisanjem. Pisec lahko esejistično piše tudi potopis, razpravo, feljton, spomine, kritiko, polemiko, literarnozgodovinsko razpravo itd. Da nek tekst označimo za esej, ga moramo preučiti kot celoto in pogledati, ali ima vse značilnosti eseja. Tudi sam esej se lahko približuje drugim polliterarnim ali neliterarnim  vrstam in prevzema njihove značilnosti. Janko Kos govori o zemljevidu eseja v obliki kroga, kjer je v sredini čisti esej, ko pa se začnemo oddaljevati od središča, pa se esej začne razcepljati na podvrste, na polemično, razpravno, feljtonistično, memoarsko ipd. spisje. Glede na sosednjo vrsto torej.

### Esejizirani roman
V tej vrsti romana se prepletajo lastnosti esejskega in epskega besedila. Besedilo je preplet dveh postopkov, pripovedovanja in esejiziranja. Primer takega romana je  S poti Izidorja Cankarja. V esejiziranem romanu pisatelj na »esejističen način (s postopnim kroženjem okrog problema) osvetljuje junakova vprašanja ali pa skozi pripovedovalčevo skepso postavi esejistične sestavine za podlago, s pomočjo katere se bralec laže znajde v romanu, v katerem ne vladajo več tradicionalne krajevno-časovne in vzročno-posledične povezave«. Skozi pripovedovalca pisatelj izraža svoja razmišljanja o filozofiji in estetiki. Avtor med zgodbo umešča odlomke, ki na videz nimajo nobene zveze z osrednjo temo in v katerih gre predvsem za esejistično razmišljanje in razkrivanje pripovedovalčevih misli in pogledov.

### Esej in razprava
Esej je nekakšna razprava, saj avtor polemizira in teoretizira o določenem problemu. Obstajajo pa razlike med znanstveno razpravo in esejem. Največja razlika je v tem, da je razprava sistematična. V razpravi so »avtorjeve misli bolj jasne in bolj razkrivajo svoj pomen in smer, kamor vodijo«.  Obratno se esejistu ni treba ukvarjati s strukturo eseja, dovolj je, če ima o temi več različnih misli in svoj pogled, ki ga želi posredovati. 
V znanstveni razpravi je cilj razviden in določen že vnaprej. Pot od zastavitve problema do njegovega opisa in razrešitve je ena, obratno v eseju avtor opisuje več možnih poti, postopkov do cilja, ki pa ni jasen in zamejen že v začetku. Esejist lahko uporabi nepreverljive podatke, spremeni predmet razprave med pisanjem. Esej je lahko fragmentaren in ima več metod, avtor se v njem odkriva, uporablja nove stileme. V razpravi pa mora avtor zavzeti neosebno, oz.  nadosebno stališče. Metodologija je jasna, avtor opiše izhodišče, raziskovalni postopek ter rezultate. Pri tem mora uporabljati pojme, ki ustrezajo njegovi stroki oz. temi, o kateri piše.

## Tipologija
Obstaja več različnih tipologij eseja. Mnoge se poslužujejo delitve na znanstveni in literarni esej. Za znanstvenega naj bi bila značilna natančna definicija problema, metodologija in izpostavitev kritičnih pojmov ter jasno postavljen cilj, vendar pa ne  moremo jasno postaviti črte med njima, ker lahko tudi v literarnem eseju najdemo metodologijo in znanstvene pojme. In tudi če se avtor trudi uporabljati objektiven jezik, je lahko zaključek eseja emocionalen ali subjektiven. Več tipologijam je skupno ločevanje med filozofskim oz. političnim esejem in (avto)biografskim, ki ga Kmecl sicer uvršča pod poročujoče eseje. Hardwick in Kmecl poznata še kritični esej, posamično pa se pojavljajo oznake ironični, družbeni, zgodovinski in popotniški esej. Rohner pravi, da se tipi esejev med seboj lahko prepletajo, »politični ali družbeni esej je lahko portret neke osebnosti«. Tipologije na straneh wikipedij se razlikujejo od jezika do jezika.

## Esej in Slovenci

### Zgodovina slovenskega eseja
Esej se je na Slovenskem začel razvijati razmeroma pozno. Vzrok za to naj bi bile neprimerne okoliščine. Po Kosu naj bi se namreč esej razvil na tistih področjih, kjer so bili ljudje zmožni sproščene osebnostne subjektivnosti in so bili v sebi gotovi. Zaradi teh lastnosti se jim ni bilo treba ves čas zatekati k določenim ideologijam, dogmatiki, filozofskim sistemom in sistematični znanstvenosti. V svojih esejih so lahko razmišljali o problemu na podlagi svojih izkušenj in doživetij. Pri Slovencih se prvič posamezne esejske sestavine pojavijo v Linhartovem besedilu Versuch einer Geschichte von Krain und übrigen Ländern der südlichen Slawen Österreichs, Levstikovem Popotovanju od Litije do Čateža, kjer Levstik razmišlja o slovenski literaturi, in v Stritarjevih spisih Preširnovo življenje in Preširnove poezije. Stritarjev način in ton sicer sta esejistična, vendar je ves čas prisotna tudi njegova želja po poučevanju bralca, torej didaktičnost. Enako je Levstikov način bolj poučen in polemičen kot pa esejističen. Prvič naj bi se esej kot samostojna oblika pojavil v začetku 20. stoletja, v času moderne, z Ivanom Prijateljem, Ivanom Cankarjem, Izidorjem Cankarjem in Otonom Župančičem. Najpomembnejša tema slovenske esejistike tistega časa je odnos med svetovnimi nazori, ideologijami in umetnostjo ter umetnikom. Najdaljši esej Ivana Cankarja je Bela krizantema iz leta 1910, v katerem zagovarja svoj književni opus, ki ga je katoliška cerkev kritizirala. Cankar sicer nobenega svojega teksta ni poimenoval z besedo esej, to so kasneje storili  literarni zgodovinarji. Izidor Cankar z zbirko esejističnih dialogov z izbranimi slovenskimi umetniki Obiski postavi merilo za kakovosten umetnostni esej. V času 1. svetovne vojne pisanje esejev na Slovenskem nekako zamre. Poniž  pravi, da se zavest o eseju kot posebnem, čeprav zvrstno težko določljivem pojavu, torej utrdi v začetku tridesetih let, k čemur pripomorejo vedno pogostejše objave v slovenskem revialnem tisku. A vendar so še takrat bralci večinoma pod esej uvrščali tudi feljton, sploh če je imel literarno in umetnostno vsebino, pa potopisne in memoarske utrinke, biografske in kulturnopolitične prispevke, literarne portrete ter razširjena poročila in kritike s področja umetnosti, kulture in posameznih vprašanj socialnega življenja.
Eden prvih pravih slovenskih esejistov je Josip Vidmar, ki je bil tudi urednik revije Kritika (1925-1927), v kateri je bila večina njegovih uvodnikov pravzaprav esejev (npr. O Cankarjevem 'Pohujšanju', Pogovor o Arhimedovi točki). V reviji Modra ptica (1929-1941) so se osredotočali predvsem na uveljavitev izvirnega in kvalitetno prevedenega eseja, npr. nemškega, francoskega in ruskega. Na ta način so slovensko esejistiko povezali z evropsko. Avtorji, ki so objavljali v tej reviji, so bili Josip Vidmar, Stanko Leben, Filip Kalan, Janko Lavrin, Pero Pajk, Ivo Brnčić pa tudi nekateri drugi, vendar z manj prispevki. Tretja revija, v kateri so se v 30. letih veliko ukvarjali z esejem, pa je bila Sodobnost, kjer objavljajo tudi politične (Albin Prepeluh), znanstvene (Milan Vidmar) in socialnokritične (Ivo Brnčić) eseje. Sledila je 2. svetovna vojna, ki je spet preprečila objavljanje esejev. V prvih povojnih letih, Poniž citira Zadravca, »sta togost in dogmatičnost teorij, povezanih s socialističnim realizmom, njegovo vistousmerjenostjo, predpisanimi obrazci in ideološkimi shemami, preprečevali razmah individualističnega, k novemu in neznanemu usmerjenega eseja in pisanja, ki uporablja esejistične prvine ... , zato književni esej in kritika nista mogla prav oživeti«. Preporod eseja se je po Poniževem mnenju ponovno zgodil med letoma 1951 in 1952.

### Tematika slovenske esejistike
Glavne teme slovenske esejistike so narod, jezik, književnost, književna kritika in estetika ter vidnejše osebe. Posebna veja je filozofski esej. Tega na Slovenskem pišejo filozofi, kot so npr. Edi Kovač, Marko Uršič in Tine Hribar. Spodaj našteti so večinoma eseji o literaturi, ker so tudi citirani avtorji tako ali drugače povezani z literaturo. Teme v teh esejih so včasih združene in odpirajo nove: čas in minljivost, svoboda, presežnost, smisel ... na primer pri T. Virku, Ponižu, Inkretu, Zornu ...
Književnost: Tomo Virk, Matevž Kos, Taras Kermauner, Kajetan Kovič, Spomenka Hribar, Edvard Kovač, Ciril Zlobec, Tone Pavček, Marjan Rožanc, Drago Jančar
- o aktualnem dogajanju na področju književnosti:  J. Kos, M. Kos (zbirka Prevzetnost in pristranost, esej Nedovršni glagol biti: ob Šepavih sonetih Milana Dekleve), Tea Štoka (esej Zapeljevanje, ljubezen, skrivnost v poeziji Tomaža Šalamuna)
- o kritiških načelih: Vidmar, J. Kos (esej Meditacija o kritiku), M. Kos
- o estetskih načelih: Vidmar
- o že uveljavljenih književnih delih: Kermauner, Inkret (esej Vprašanje o odsotni Antigoni), Zorn (esej Pisanje in raziskovanje sveta: Vitomil Zupan od Levitana do Gore brez Prometeja, Kovič (esej Župančičeva pesem za (mojo) današnjo rabo), Hribar
- proti omejevalni gledališki politiki: Vladimir Kralj
- o nestrinjanju vmešavanja politike v umetnost in proti vključevanju umetnosti v šolstvo: Vidmar, Kralj, Zlobec (esej Muka literature, muka identitete: poskus kulturnopolitičnega eseja)
- o družbenem angažiranju, ustvarjalnih procesih in o esejih: L. Kovačič, Udovič, Snoj (esej Pero in meč)
- o ontoloških vprašanjih književnosti: Udovič (esej O poeziji), Snoj (esej Roman), Dekleva

Narod in slovenstvo 
Sem sodi esejiziranje o osamosvojitvi, poosamosvojitvenih procesih: Jančar (esej Nemir zgodovine, umetnost, človekov nemir), Grafenauer, Pavček, Debeljak (Korupcija razsvetljenstva in postkomunizem) in o  jeziku, zdomcih in manjšinah: Jančar, Zlobec, Rožanc, Grafenauer, Zupančič
Bivanjska tematika: Rožanc, J. Virk (esej Na robu resničnosti), Kermauner (esej Srečanje z Bogom?), I. Geister, A. Rebula, E. Kovač (esej Visoka pesem ljubezni)
O smrti, odnosu med moškim in žensko, o Bogu, odnosu med človekom in naravo
Znane osebnosti: Jančar, Kovič, Kermauner, Rožanc, S. Hribar (esej Narodnoosvobodilni boj kot poesis), France Vodnik (esej Pričevalec in bojevnik: ob sedemdesetletnici Edvarda Kocbeka), T. Pavček (esej Lučni brat: Jože Udovič)
Na idejnem področju so na slovenske esejiste precej vplivali tuji filozofi in misleci, kot so Friedrich Wilhelm Nietzsche, Henri Bergson, Søren Kierkegaard, Miguel de Unamuno, Martin Heidegger, Ludwig Wittgenstein, Hans-Georg Gadamer in drugi. Njihove ideje so lahko podlaga za književne interpretacije ali pa za esejiziranje o eksistencialnih temah, o času, strahu in tesnobi, o ljubezni, o življenjskem smislu, o medčloveški razdalji ter bližini ...
Sodobna slovenska esejistika se v bistvenih značilnostih tematsko ne oddaljuje od esejistike druge polovice dvajsetega stoletja. Eseji, ki obravnavajo književna vprašanja, predstavljajo najširši tematski krog. V tem oziru je v ospredju premišljevanje o slovenski književnosti (Čander, Möderndorfer, Skrušný, Taufer, Virk, Vovk, Zorn, Zupan), tuji književnosti (Bajt, Čander, Kovačič, Möderndorfer, Štefančič, Zupan), lastnem pisanju (Jančar, Möderndorfer, Taufer, Brvar, Zupan), esejiziranje o posameznih literarnih smereh, obdobjih, oblikah in nacionalnih književnostih (Bajt, Čander, Grafenauer, Jančar, Kovačič, Möderndorfer, Pintarič, Taufer, Zupan) ter ontološka in fenomenološka vprašanja literature (Grafenauer, Kovačič, Taufer, Zorn, Zupan). Tematsko področje umetnosti je obširno ter se povezuje s splošnejšimi vprašanji kulture in gledališča. Drago Jančar, Dušan Jovanović, Vinko Möderndorfer, Vinko Ošlak, Miha Pintarič, Denis Poniž, Ifigenija Simonović, Igor Zabel in Ciril Zlobec so v esejih odgovarjali na vprašanja o pojmu kulture in kulturnosti, o gledališču, temo kulture so postavljali v medsebojno razmerje z vero ipd.
Nadaljnje vidnejše področje pomenijo problemi naroda in slovenstva, ki se ukvarjajo z vprašanji jezika, slovenske pretekle politične obrobnosti, slovenskega statusa v Jugoslaviji ter osamosvojitvenih procesov, intenzivneje se obračajo k vprašanjem globalizacije in slovenskega vstopa v Evropsko zvezo. Med vidnejšimi pisci so Viktor Blažič, Branko Gradišnik, Drago Jančar, Miran Košuta, Lojze Kovačič, Boris Pahor, Miha Pintarič, Vinko Ošlak, Vlado Šav ter Veno Taufer.
Med bivanjskimi temami v sodobni slovenski esejistiki izstopajo vprašanja temeljnih problemov človekovega obstoja in bivanja, vprašanja o človeku, smislu in smrti, tematizacije Boga, resnice, spoznanja, lepote, ljubezni in podobne teme v okviru eksistencialnih vprašanj. Vidnejši esejisti tega področja so Edvard Kovač, Vinko Ošlak, Tone Pavček, Miha Pintarič, Marija Švajncer in Tomo Virk.
(Avto)biografske in dnevniške eseje pišejo Mitja Čander, Milan Dekleva, Branko Gradišnik, Drago Jančar, Lojze Kovačič, Veno Taufer in Uroš Zupan. Eseje z elementi potopisa med drugimi pišejo Drago Jančar, Vinko Möderndorfer, Tone Pavček, Ifigenija Simonović, Aleš Šteger in Uroš Zupan.
Eseji, ki se na prelomu tisočletja osredinjajo na vprašanja povezana z naravo in okoljem, prinašajo razmišljanje o naravi, njeni čarobnosti in lepoti, njenem spreminjanju, o pokrajini, živalih, rastlinju, iskanju povezav med naravo in kulturo, o čaščenju narave, o razlikah in povezanosti umetnega in naravnega ipd. Te teme sta poudarjala predvsem Iztok Geister in Vinko Ošlak.

### Znani slovenski esejisti
Med znane slovenske esejiste med drugim uvrščamo Josipa Vidmarja, Marjana Rožanca in Draga Jančarja.
Josip Vidmar: ukvarjal se je predvsem s književnimi in estetskimi vprašanji. Za njegov slog so značilne polemičnost in kritičnost, včasih tudi razpravljalnost. Njegovi eseji včasih že prehajajo v kritiko ali polemiko. Njegova dela s področja esejistike: Meditacije, Drobni eseji, Literarni eseji, Esej o lepoti, Sile časa, Mrtvaški ples, Slovensko pismo, Dnevniki.
Marjan Rožanc: v esejih je pisal predvsem o človeku, o ljubezni, Bogu, ustvarjalnosti in športu. Po njem se imenuje nagrada za esejistiko Rožančeva nagrada. Dela: O svobodi in Bogu, Evropa, Roman o knjigah, Iz krvi in mesa, Manihejska kronika, Brevir.
Drago Jančar : piše o srednji Evropi in njenih kulturoloških in političnih konotacijah, o osamosvajanju Slovenije, razpadu Jugoslavije, polpretekli zgodovini. Ukvarja se s problematiko, povezano z etično podobo slovenstva in krščanstva, poosamosvojitveno napetostjo, političnim brezumjem. Dela: Sproti: eseji in članki, Razbiti vrč, Upor bralcev, Terra incognita, Brioni: eseji in drugi zapisi, Privlačnost praznine: literarni eseji in zapisi
Nekateri vidnejši sodobni sloveski esejisti so še: Esad Babačić, Viktor Blažič, Andrej Brvar, Aleš Debeljak, Milan Dekleva, Niko Grafenauer, Igor Grdina, Alojz Ihan, Gorazd Kocijančič, Matevž Kos, Peter Kovačič Peršin, Miran Košuta, Andrej Medved, Iztok Osojnik, Tone Pavček, Alenka Puhar, Brane Senegačnik, Iztok Simoniti, Ifigenija Simonović, Urban Vovk, Igor Zabel, idr.

### Rožančeva nagrada
Vsako leto je v Sloveniji podeljena Rožančeva nagrada za najboljši esej oz. esejistično zbirko leta. Največkrat, in sicer trikrat, je nagrado prejel Drago Jančar (v letih 1993, 1995 in 2006).
V letu 2011 so bili poleg dobitnika Miklavža Komelja za zbirko Nujnost poezije nominirani še Aleš Berger za knjigo Omara v kleti, Peter Kolšek za knjigo Vaserkeber in druge dogodbe, Andrej Medved za zbirko Pictura poesis ter Ivo Svetina za knjigo Med smislom in skrivnostjo.
Leta 2010 je nagrado prejel Peter Kovačič Peršin za zbirko Vrnitev k Itaki: Slovenci v procesih globalizacije. Ostali nominiranci so bili Aleš Šteger za knjigo S prsti in peto - O prostorih, Iztok Simoniti za knjigo Historia Magistra Mortis in Drago Jančar za knjigo Jakobova lestev.
Leta 2009 je bila nagrajena Ifigenija Zagoričnik Simonović za zbirko Konci in kraji. Ostali nominiranci so bili Mitja Čander, Gorazd Kocijančič, Jaroslav Skrušny in Vlado Šav.
V letu 2008 je nagrado dobil Dušan Jovanović za zbirko Svet je drama. Ostali nominiranci: Viktor Blažič, Ženja Leiler, Dean Komel in Miha Pintarič.